# Zeke Meyer

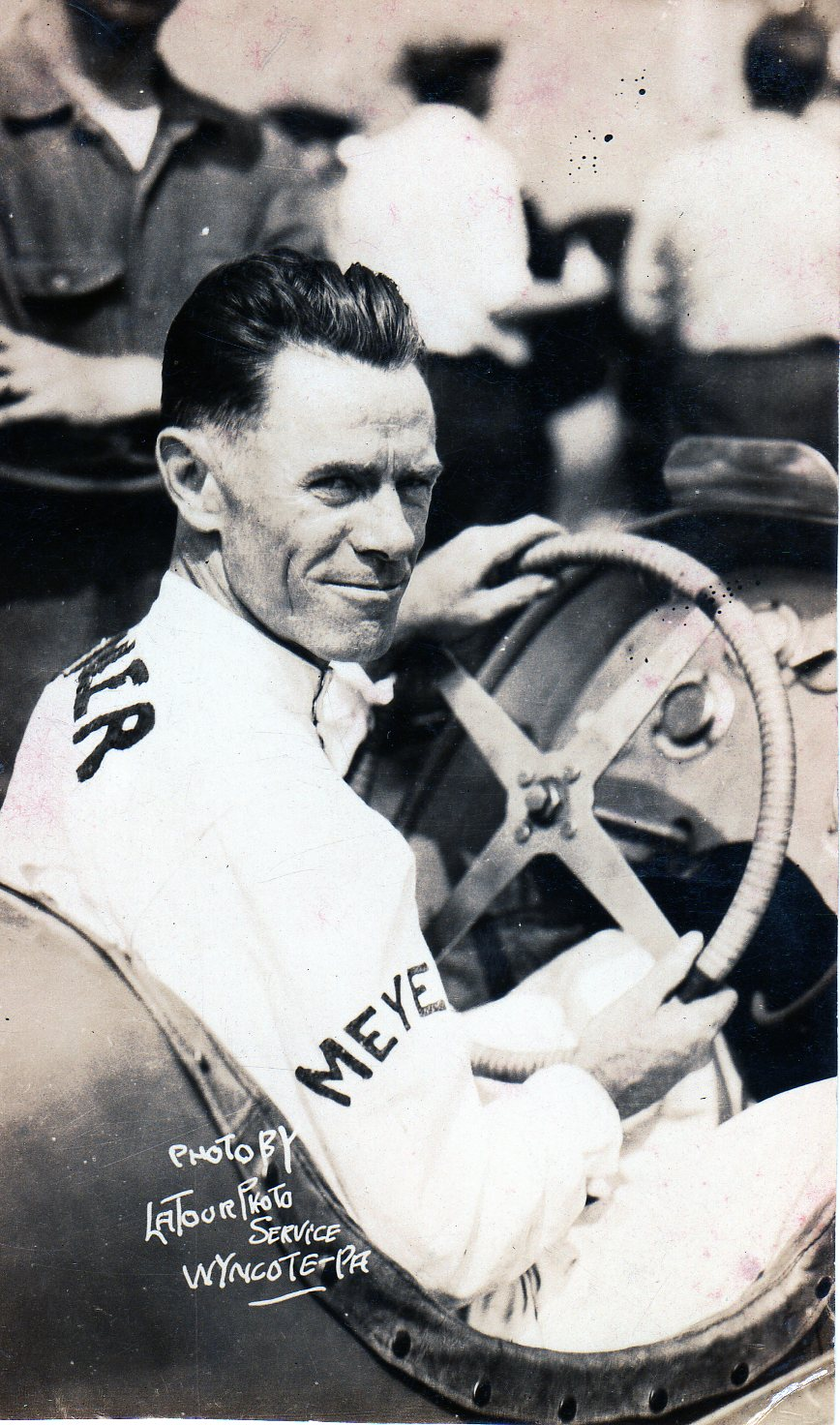
Zeke Meyer

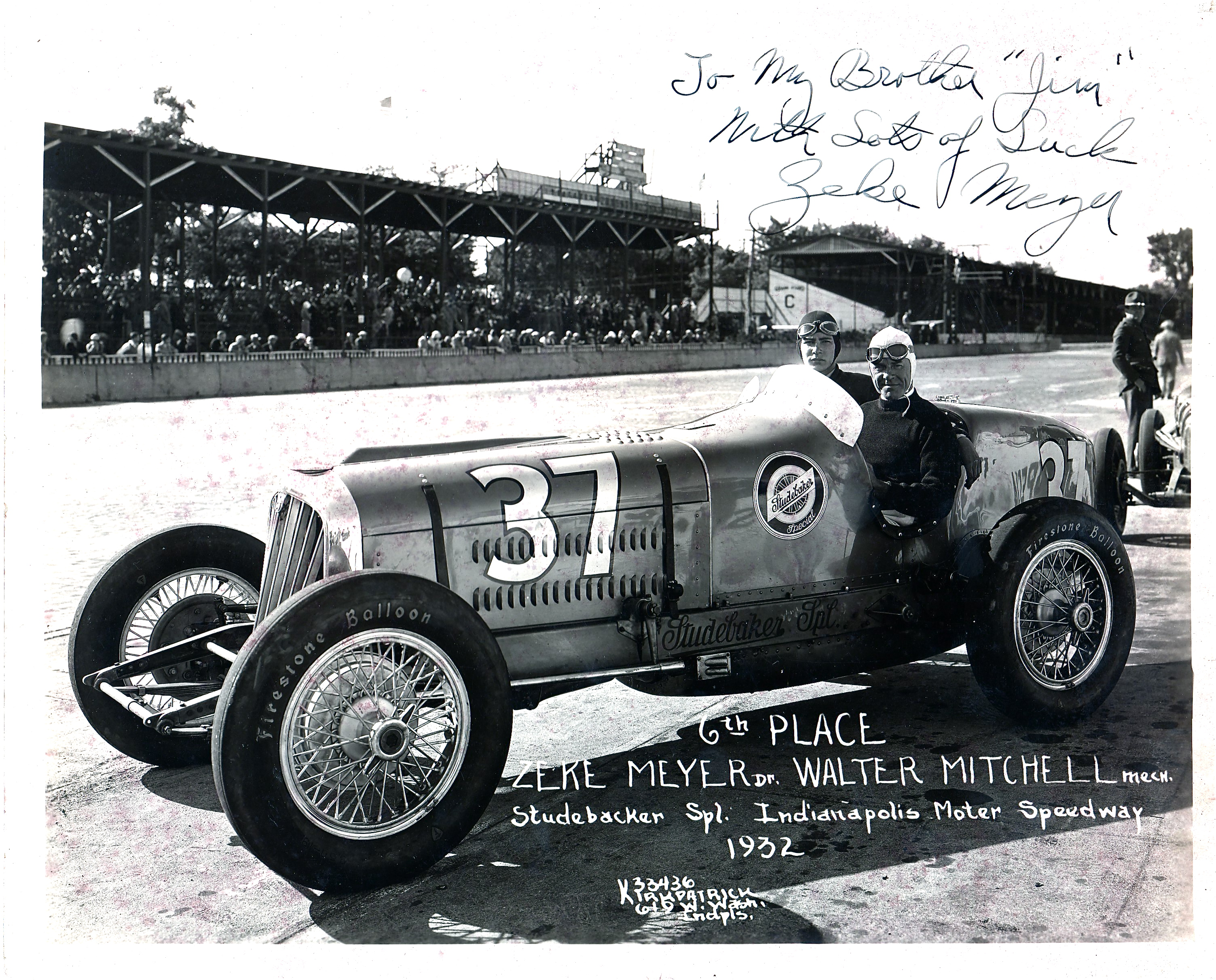
Meyer az 1932-es Indianapolisi 500-on

Herbert Ernest "Zeke" Meyer (Cranston, Rhode Island, 1892. március 11. – Philadelphia, Pennsylvania, 1962. április 27.) amerikai autóversenyző.

## Pályafutása
1930 és 1936 között négy alkalommal vett részt az Indianapolisi 500 mérföldes autóversenyen.
Az 1930-as versenyen száztizenöt kör után esett ki a viadalról. Az 1932-es futamon a harmincnyolcadik helyről rajtolt, majd harminckét pozíciót javítva a versenyt a hatodik helyen zárta. Ez a teljesítmény máig rekordnak számít az Indianapolisi 500-on.
Az 1933-as, és az 1936-os futamon is a kilencedik helyen végzett.

## Eredményei

### Indy 500
| Év       | Rajtszám | Rajthely | Eredmény | Körök | Élen | Kiesés oka |
| -------- | -------- | -------- | -------- | ----- | ---- | ---------- |
| 1930     | 21       | 34       | 16       | 115   | 0    |            |
| 1932     | 37       | 38       | 6        | 200   | 0    |            |
| 1933     | 9        | 16       | 9        | 200   | 0    |            |
| 1936     | 53       | 32       | 9        | 200   | 0    |            |
| Összesen | Összesen | Összesen | Összesen | 715   | 0    |            |

| Indulás  | 4 |
| Pole p.  | 0 |
| Első sor | 0 |
| Győzelem | 0 |
| Top 5    | 0 |
| Top 10   | 3 |
| Kiesett  | 1 |

## Fordítás
- Ez a szócikk részben vagy egészben  a   Zeke Meyer című angol Wikipédia-szócikk fordításán alapul.  Az eredeti cikk szerkesztőit annak laptörténete sorolja fel. Ez a jelzés csupán a megfogalmazás eredetét és a szerzői jogokat jelzi, nem szolgál a cikkben szereplő információk forrásmegjelöléseként.